# Матрична еквівалентність
У лінійній алгебрі дві прямокутні матриці {\displaystyle A} і {\displaystyle B} розміру {\displaystyle m\times n} називають еквівалентними, якщо
{\displaystyle B=Q^{-1}AP}
для деякої оберненої матриці {\displaystyle P} розміром {\displaystyle n\times n} і деякої оберненої матриці {\displaystyle Q} розміром {\displaystyle m\times m}. Еквівалентні матриці представляють те саме лінійне перетворення {\displaystyle V} → {\displaystyle W} при двох різних виборах пари базисів {\displaystyle V} і {\displaystyle W}, де {\displaystyle P} і {\displaystyle Q} є зміною базисних матриць у {\displaystyle V} і {\displaystyle W} відповідно.
Поняття еквівалентності не слід плутати з поняттям подібності, яке визначено лише для квадратних матриць і є більш обмежувальним (подібні матриці, звичайно, еквівалентні, але еквівалентні квадратні матриці не обов'язково будуть подібними). Це поняття відповідає матрицям, що представляють той самий ендоморфізм {\displaystyle V} → {\displaystyle V} при двох різних виборах одного базису {\displaystyle V}, що використовується як для початкових векторів, так і для їх образів.

## Властивості
Еквівалентність матриць — це відношення еквівалентності на просторі прямокутних матриць.
Для двох прямокутних матриць однакового розміру можна охарактеризувати їх еквівалентність наступними умовами:
- Матриці можуть бути перетворені одна в одну комбінацією елементарних операцій над рядками та стовпцями.
- Дві матриці еквівалентні тоді й лише тоді, коли вони мають однаковий ранг.

Ці матриці еквівалентні рядки, то матриці також еквівалентні. Однак зворотне не вірно; еквівалентні матриці, не обов'язково мають еквівалентні рядки. Таким чином, еквівалентність матриць є узагальненням еквівалентності рядків.

## Канонічна форма
Властивість рангу дає інтуїтивно зрозумілу канонічну форму для матриць класу еквівалентності рангу {\displaystyle k} як
{\displaystyle {\begin{pmatrix}1&0&0&&\cdots &&0\\0&1&0&&\cdots &&0\\0&0&\ddots &&&&0\\\vdots &&&1&&&\vdots \\&&&&0&&\\&&&&&\ddots &\\0&&&\cdots &&&0\end{pmatrix}}},

де кількість одиниць на діагоналі дорівнює {\displaystyle k}. Це окремий випадок нормальної форми Сміта, яка узагальнює цю концепцію на векторні простори до вільних модулів над областями головних ідеалів. Таким чином:
Теорема: Будь-яка {\displaystyle m\times n} матриця рангу {\displaystyle k} є еквівалентною матриці {\displaystyle m\times n}, у якій усі нулі, крім перших {\displaystyle k} діагональних елементів, які є одиницями.

Наслідок: Класи еквівалентних матриць характеризуються рангом: дві матриці однакового розміру є еквівалентними тоді й лише тоді, коли вони мають однаковий ранг.

## Матриці 2 на 2
Матриці {\displaystyle 2\times 2} мають лише три можливі ранги: 0, 1 або 2. Це означає, що всі матриці {\displaystyle 2\times 2} еквівалентні одному з трьох класів матриць:
{\displaystyle {\begin{pmatrix}0&0\\0&0\end{pmatrix}},\quad {\begin{pmatrix}1&0\\0&0\end{pmatrix}},\quad {\begin{pmatrix}1&0\\0&1\end{pmatrix}}.}
Це означає, що будь-яка {\displaystyle 2\times 2} матриця еквівалентна одній із цих. Існує лише одна матриця нульового рангу, але інші два класи мають нескінченну кількість членів. Представлені вище матриці є найпростішими два кожного з класів.

## Подібність матриці
Подібність матриць є окремим випадком еквівалентності матриць. Якщо дві матриці подібні, то вони також еквівалентні. Однак зворотнє твердження невірне. Наприклад, наступні дві матриці є еквівалентними, але не є подібними:
{\displaystyle {\begin{pmatrix}1&0\\0&1\end{pmatrix}},\quad {\begin{pmatrix}1&2\\0&3\end{pmatrix}}.}